# هيئة تنمية المياه والطاقة الباكستانية
هيئة تنمية المياه والطاقة الباكستانية ( WAPDA )؛ (بالأردوية: مقتدرہ ترقیات پانی و بجلی)‏ هي وكالة خدمات عامة تمتلكها الدولة وتتولى صيانة مشاريع الطاقة الكهرومائية والموارد المائية في باكستان، على الرغم من أنها لا تدير محطات الطاقة الحرارية. تشمل موارد هيئة تنمية المياه والطاقة الباكستانية كلًا من سدي تاربيلا ومانغلا ويقع مقرها الرئيسي في مدينة لاهور.